# Система попередження про лазерне опромінення
Система попередження про лазерне опромінення — це система попередження, що використовується як пасивний захист військової техніки. Приймач виявляє, аналізує та визначає напрямки лазерного випромінювання від лазерних систем наведення та лазерних далекомірів. При виявленні лазерного випромінювання система попереджає екіпаж про небезпеку та може активувати різноманітні контрзаходи, такі як димова завіса, аерозольна завіса (наприклад, Штора-1), активна лазерна зброя самооборони з лазерним засліплювачем (використовується на китайському основному бойовому танку Type 99), лазерна система перешкод тощо.
Приймачі лазерного випромінювання типово ґрунтуються на напівпровідниковій матриці фотодетекторів, яка зазвичай має кріогенне або термоелектричне охолодження. Іноді лавинні фотодіоди, фотопровідні, фотоелектромагнітні або фотодифузійні пристрої використовують без охолодження. Деякі прилади виявляють лише головний промінь лазерів, а інші — навіть розсіяні промені.

## Моделі
- AN/AVR-2 і AN/AVR2A
- AN/AAR-47[en]
- AN/VVR-1 s12
- AN/VVR-2